# Catherine Deneuve
Catherine Fabienne Dorléac (París, 22 de octubre de 1943), conocida artísticamente como Catherine Deneuve, es una actriz francesa.
Considerada una de las más grandes actrices europeas de la segunda mitad del siglo XX, es la musa de numerosos directores y todo un icono cultural. A lo largo de medio siglo de carrera ha sido merecedora en dos ocasiones del Premio César, nominada al Oscar como mejor actriz y triunfadora en los festivales cinematográficos de Cannes, San Sebastián, Berlín y Venecia. También ha obtenido el Premio Lumière, uno de los galardones más importantes en el mundo del cine en lengua francesa, por su exitosa trayectoria.

## Biografía

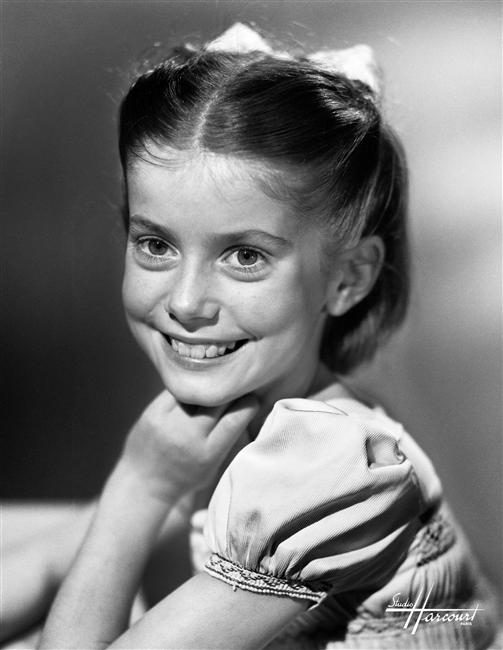
Deneuve fotografiada en los Studios Harcourt, París, en 1952.

Catherine Fabienne Dorléac nació en París en plena ocupación nazi, hija de los actores Maurice Dorléac (1901-1979) y Jeanne Renée Deneuve, conocida artísticamente como Renée Simonot (1911-2021); es la tercera de cuatro hermanas. Las otras tres son Danielle (1936) —hermana de madre solamente—, Françoise Dorléac (1942-1967) y Sylvie (1946).
Debutó bajo el nombre de Catherine Dorléac en Les Collégiennes (1957). Se cambió el apellido artístico por el de su madre y, luego de algunos trabajos, el primer director famoso con el que trabajó fue Roger Vadim en El vicio y la virtud, del que fue pareja y con el que adquirió la fisonomía que mantendría durante gran parte de su carrera. Su primer gran éxito vino en 1963 con la película musical dirigida por Jacques Demy, Los paraguas de Cherburgo, que obtuvo la Palma de Oro en el festival de Cannes y en la que Deneuve con veinte años interpretaba el papel protagonista cantando y en el que era doblada por la cantante Danielle Licari. En sus primeras películas transmitía una imagen de jovencita romántica y un tanto ingenua.
La película que significó un cambio en su carrera fue Belle de jour (1967), ganadora del León de Oro en el Festival de Venecia y que estableció la imagen de Deneuve como glacial, enigmática e inescrutable que ha perdurado. Luis Buñuel, su director en esta película diría de ella: «Es bella como la muerte, seductora como el pecado y fría como la virtud».
A lo largo de casi seis décadas de carrera, ha trabajado con directores como Manoel de Oliveira, Roman Polanski (Repulsión), Marcel Camus, Dino Risi, Agnès Varda, André Téchiné, Luis Buñuel (Belle de jour, Tristana), Hugo Santiago, François Truffaut (La sirena del Mississippi), Lars von Trier (Bailar en la oscuridad) y François Ozon entre otros.
En las décadas de 1960 y 1970 participó en varias películas estadounidenses y británicas, junto a estrellas como Jack Lemmon (The April Fools, 1969), Ava Gardner (Mayerling) y Burt Reynolds (Hustle, 1975), pero en general no alcanzaron el éxito y la actriz no llegó a establecerse como estrella en Hollywood. En 1983 recobró presencia en el cine anglosajón al rodar con Susan Sarandon y David Bowie el filme de vampirismo El ansia, dirigido por Tony Scott.
Por su papel en Indochina (1992) fue nominada al Premio Óscar; no lo ganó, pero la película sí obtuvo el correspondiente a mejor película en lengua no inglesa. En 1994 ganó Premio Donostia del Festival de San Sebastián. Ha sido también ganadora del premio Almería Tierra de Cine y tiene una estrella en el paseo de la fama de dicha ciudad.

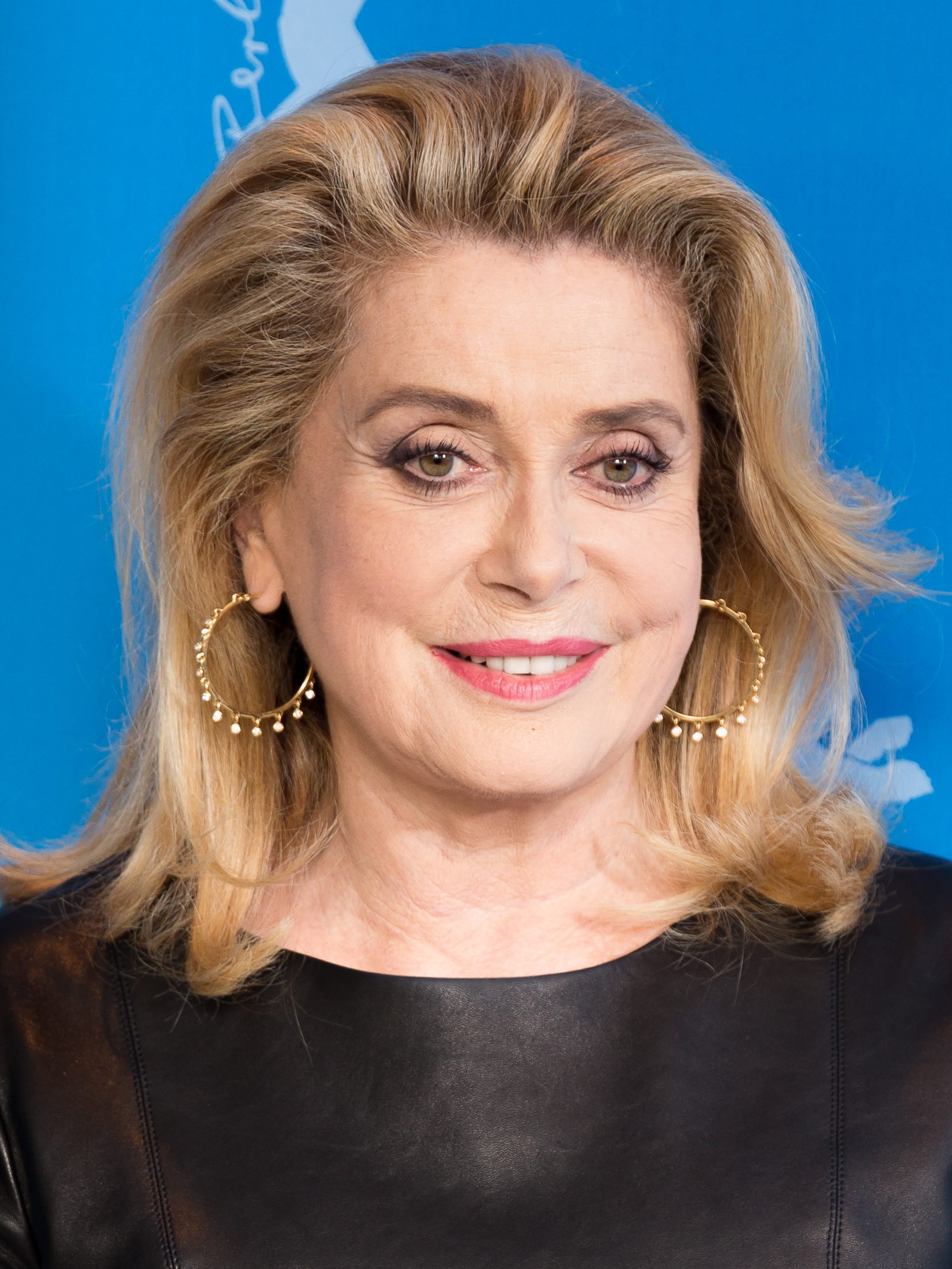
Catherine Deneuve en el Festival Internacional de Cine de Berlín (2017)

El 1 de junio de 2022 se confirmó que recibiría el León de Oro a la trayectoria en el Festival de Venecia.

### Otros trabajos
Fue musa del diseñador Yves Saint Laurent, y su rostro llegó a ser usado para representar a Marianne, el símbolo nacional de la república francesa, desde 1985 hasta 1989. Deneuve en 1997 fue protagonista del vídeo de la canción N'oubliez jamais de Joe Cocker. Actualmente es embajadora de buena voluntad de la Unesco.

### Vida privada

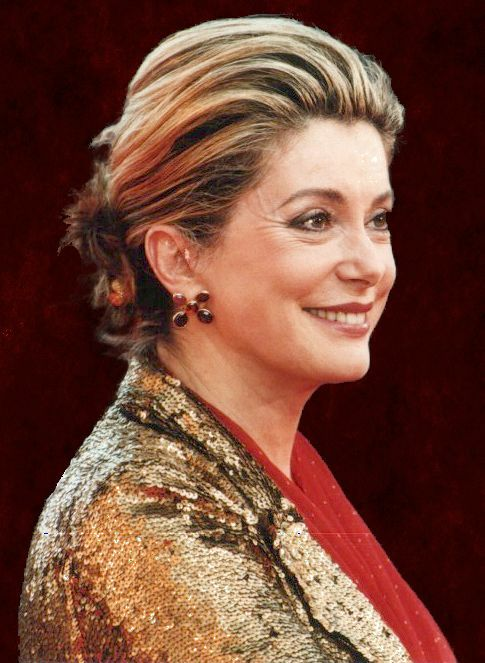
Catherine Deneuve en 2000

Tiene dos hijos, Christian Vadim (nacido en 1963) con el director Roger Vadim, y Chiara Mastroianni (nacida en 1972) de la relación que la actriz mantuvo con el italiano Marcello Mastroianni durante cuatro años. Catherine Deneuve solo se ha casado una vez, con el fotógrafo británico David Bailey, matrimonio que duró de 1965 a 1972.
Era hermana de la también actriz Françoise Dorléac, fallecida en un accidente de coche en el año 1967. Ella fue la que puso a Catherine Deneuve en contacto con cineastas como Polanski y Buñuel. Trabajaron juntas en Las señoritas de Rochefort. En 1996, publicó un libro titulado Elle s’appelait Françoise, escrito junto a Patrick Modiano, en el que cuenta, como la muerte de su hermana cambió su vida para siempre. Pero lo más tremendo y al mismo tiempo lo más hermoso que Deneuve cuenta en ese libro es que, durante su relación con François Truffaut (quien antes había sido amante de Françoise Dorléac), ambos sabían, sin hablarlo jamás, que compartían una pasión secreta. Esa pasión, naturalmente, se llamaba Françoise. La actriz francesa, con setenta y seis años de edad, sufrió el 5 de noviembre de 2019 un accidente cerebrovascular isquémico (AVC) "muy limitado y reversible" por el que fue hospitalizada, según informó su familia en un comunicado.

## Documentales y biografías
- 1996: Elle s'appelait Françoise
- 2004: À l'ombre de moi-même
- 2010: Catherine Deneuve, belle et bien là, de Anne Andreu[7]
- 2010: Une certaine lenteur, Rivages poche
- 2010:Gwénaëlle Le Gras, Le mythe Deneuve : Une « star » française entre classicisme et modernité, Nouveau Monde, 2010 ISBN 978-2-84736-487-3

## Premios
Óscar
| Año  | Categoría               | Película  | Resultado |
| ---- | ----------------------- | --------- | --------- |
| 1993 | Óscar a la mejor actriz | Indochina | Nominada  |

Satellite Awards
| Año  | Categoría                      | Película         | Resultado |
| ---- | ------------------------------ | ---------------- | --------- |
| 2008 | Mejor Actriz - Comedia/Musical | Un conte de Noël | Candidata |

César
| Año  | Categoría                          | Película                                     | Resultado |
| ---- | ---------------------------------- | -------------------------------------------- | --------- |
| 1976 | César a la mejor actriz            | Le Sauvage                                   | Candidata |
| 1981 | César a la mejor actriz            | El último metro                              | Ganadora  |
| 1982 | César a la mejor actriz            | Hôtel des Amériques El hotel de las Américas | Candidata |
| 1988 | César a la mejor actriz            | Agent trouble                                | Candidata |
| 1989 | César a la mejor actriz            | Drôle d'endroit pour une rencontre           | Candidata |
| 1993 | César a la mejor actriz            | Indochina                                    | Ganadora  |
| 1994 | César a la mejor actriz            | Ma saison préférée Mi estación preferidda    | Candidata |
| 1997 | César a la mejor actriz            | Les Voleurs Los ladrones                     | Candidata |
| 1999 | César a la mejor actriz            | Place Vendôme                                | Candidata |
| 2006 | César a la mejor actriz secundaria | Palais Royal! ¡Palacio Real!                 | Candidata |
| 2011 | César a la mejor actriz            | Potiche, mujeres al poder                    | Candidata |
| 2014 | César a la mejor actriz            | Elle s'en va El viaje de Bettie              | Candidata |

Festival Internacional de Cine de Cannes
| Año  | Categoría                    | Película | Resultado |
| ---- | ---------------------------- | -------- | --------- |
| 2008 | Premio especial del Festival | -        | Ganadora  |

Festival Internacional de Cine de Venecia
| Año  | Categoría                    | Película      | Resultado |
| ---- | ---------------------------- | ------------- | --------- |
| 1998 | Copa Volpi a la mejor actriz | Place Vendôme | Ganadora  |

Festival Internacional de Cine de San Sebastián
| Año  | Categoría       | Resultado |
| ---- | --------------- | --------- |
| 1995 | Premio Donostia | Ganadora  |

| Año  | Categoría                                         | Película  | Resultado |
| ---- | ------------------------------------------------- | --------- | --------- |
| 2002 | Premio del Cine Europeo a la Mejor Actriz Europea | 8 mujeres | Ganadora  |

| Año  | Premios recientes      | Resultado |
| ---- | ---------------------- | --------- |
| 2016 | Premio Lumière         | Ganadora  |
| 2016 | Almería Tierra de Cine | Ganadora  |